# El Águila, Delstaten Mexiko
El Águila är en ort i Mexiko.   Den ligger i kommunen Xalatlaco och delstaten Mexiko, i den sydöstra delen av landet, 40 km sydväst om huvudstaden Mexico City. El Águila ligger 2 818 meter över havet och antalet invånare är 1 413.
Terrängen runt El Águila är lite bergig, och sluttar brant västerut. Runt El Águila är det tätbefolkat, med 356 invånare per kvadratkilometer. Närmaste större samhälle är San Mateo Atenco, 17,3 km nordväst om El Águila. Trakten runt El Águila består till största delen av jordbruksmark.